# Mangora peichiuta
Mangora peichiuta là một loài nhện trong họ Araneidae.
Loài này thuộc chi Mangora. Mangora peichiuta được Herbert Walter Levi miêu tả năm 2007.